# بنر (وایومینگ)
بنر (به انگلیسی: Banner) یک منطقهٔ مسکونی در ایالات متحده آمریکا است که در شهرستان شریدن، وایومینگ واقع شده‌است. بنر ۱٬۳۹۶٫۰ متر بالاتر از سطح دریا واقع شده‌است.